# Porte des Lionnes
La porte des Lionnes ou porte des Lions (grec : Πύλη των Λεόντων) est l'entrée principale de la citadelle antique de Mycènes, dans le Péloponnèse, en Grèce. Elle a été érigée au XIIIe siècle avant notre ère, vers 1250, au nord-ouest de l'acropole et tient son nom de la sculpture représentant deux lionnes en pose héraldique placée en fronton au-dessus de la porte.
La porte des Lionnes est le seul exemple de sculpture monumentale connue de la civilisation mycénienne et la plus grande sculpture du monde égéen préhistorique. C'est le seul monument de l'âge du bronze grec représentant un animal ayant survécu sans avoir été enterré et la seule image en relief décrite dans la littérature de l'Antiquité classique, de sorte qu'elle était bien connue avant l'archéologie moderne.

## Entrée principale de la cité de Mycènes

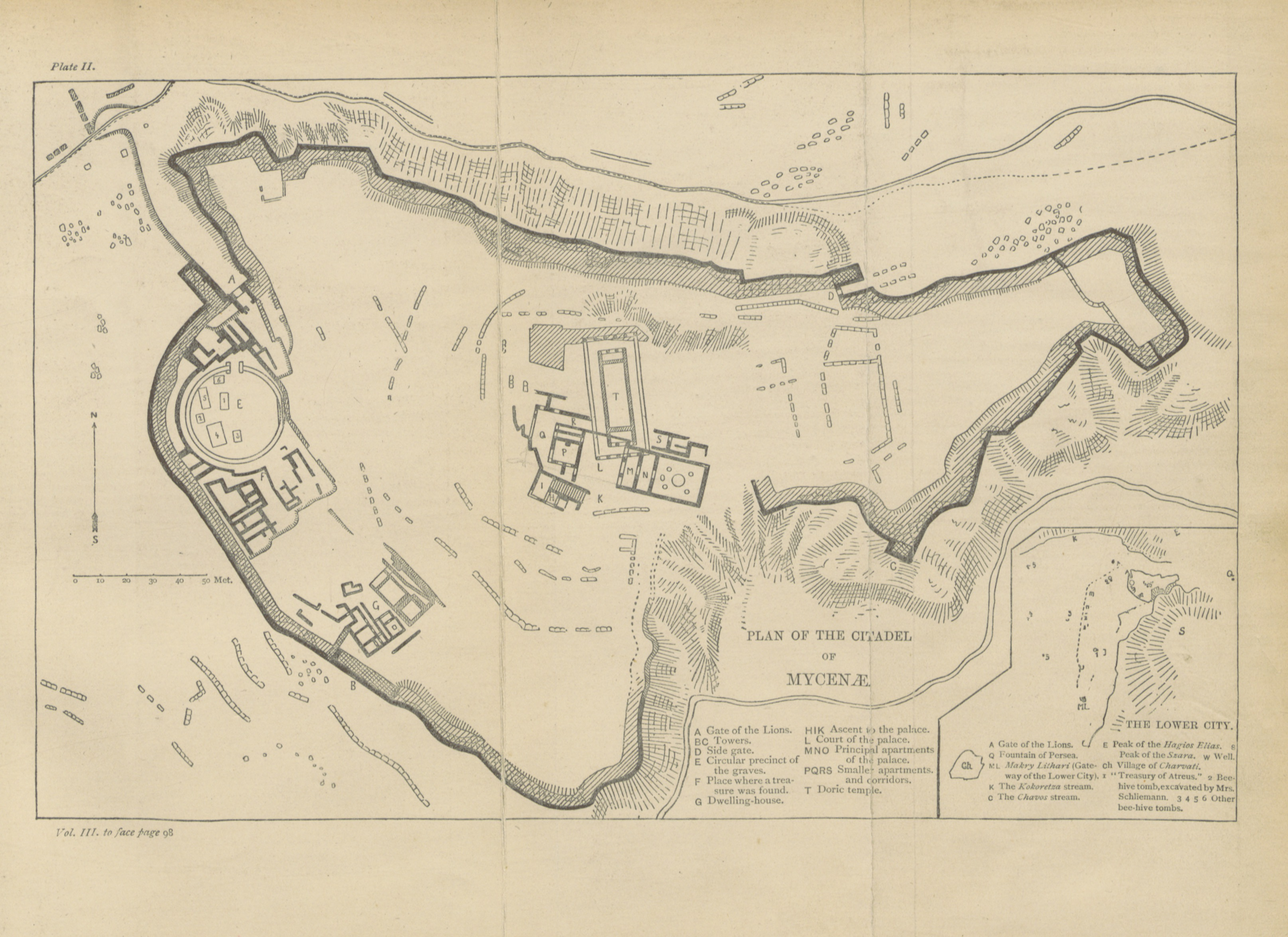
Plan de la cité de Mycènes. La porte des Lionnes est située au nord du cercle des tombes royales.

La plus grande partie du mur cyclopéen de Mycènes, y compris la porte des Lionnes elle-même, a été construite lors de l'extension de la citadelle qui a eu lieu à la fin de la période Helladique IIIB, vers 1250 avant notre ère, afin d'inclure les tombes royales du Cercle A à l'intérieur de l'enceinte. Cette seconde enceinte est, comme la première datant d'environ 1340, est formé par un mur cyclopéen, un assemblage de gros blocs de pierres caractéristique de l'époque mycénienne, large de 5 à 8 m.
La porte des Lionnes constitue l'entrée principale de la cité, à laquelle on accède par une rampe naturelle réaménagée, orientée nord-ouest/sud-est lorsqu'on entre dans la ville. L'approche orientale de la porte est protégée par le mur de la première enceinte et son soutènement rocheux. Un imposant bastion rectangulaire long de 14,80 mètres et large de 7,23 mètres est bâti pour former une cour aux dimensions semblables menant à la porte en elle-même. Ce système permet de limiter le nombre d'attaquants devant la porte et de pouvoir attaquer les assaillants depuis le bastion sur leur droite, soit leur côté le plus vulnérable lorsque l'on porte le bouclier au bras gauche,. Un dispositif identique protège l'autre porte de la cité, la porte de la Poterne, sur le mur nord.

## Description

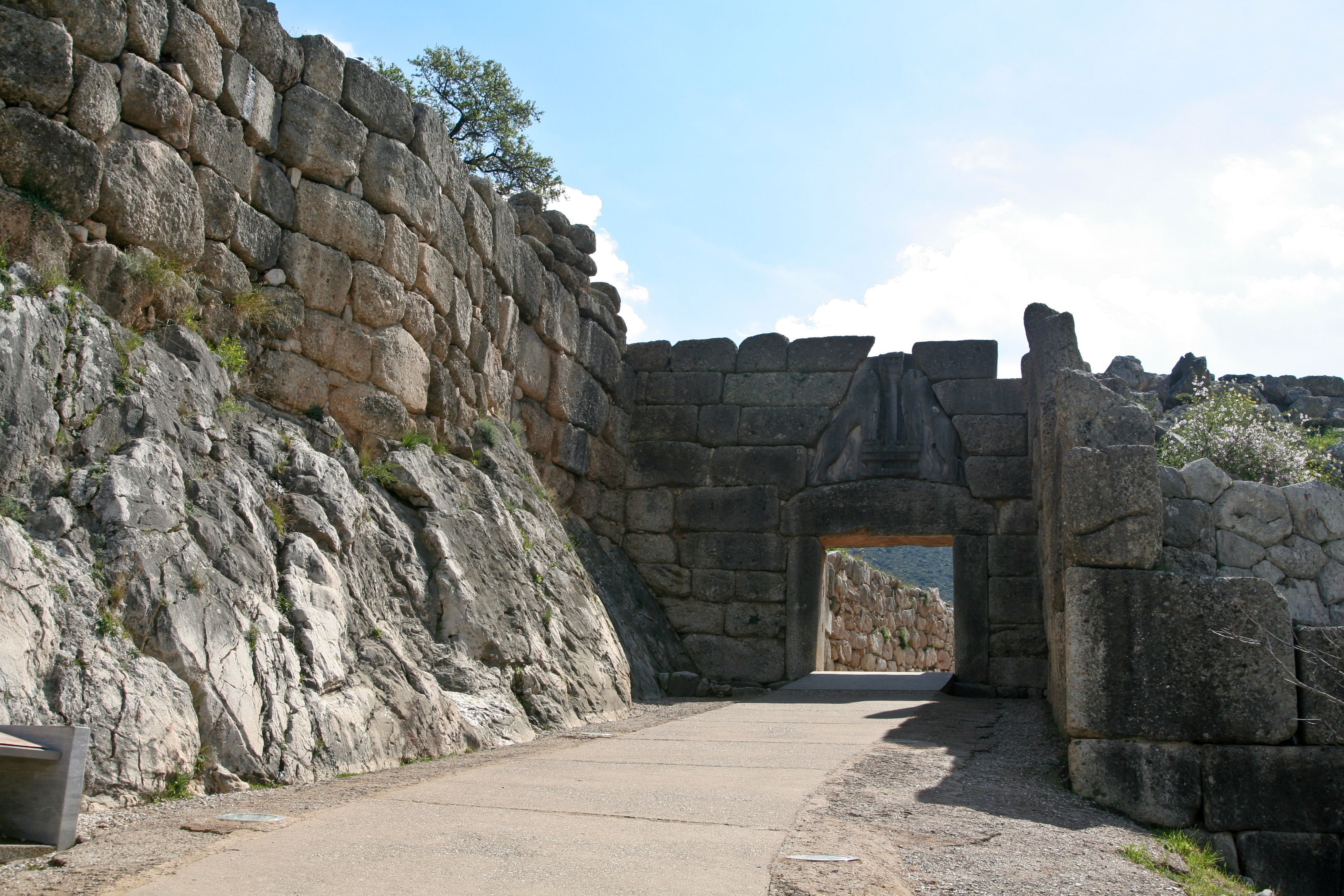
L'entrée à Mycènes se fait par l'imposante et massive porte des Lionnes : une cour rectangulaire entourée de hauts murs, quatre monolithes formant une vaste ouverture surmontée d'une plaque de calcaire représentant deux lionnes.

La porte des Lionnes est une construction massive et imposante, composée de quatre monolithes formant une ouverture de 3,10 mètres de haut et 2,95 mètres de large. La largeur se rétrécit avec la hauteur, n'étant plus que de 2,78 mètres au niveau du linteau. Ce linteau pèse plus de 52 tonnes et mesure 4,50 mètres de long, 2,10 mètres de large et 1 mètre d'épaisseur, sensiblement les mêmes dimensions que le seuil, avec 4,60 mètres de long, 2,40 mètres de large et 0,80 mètre d'épaisseur. Les pierres de jambage sont plus réduites, avec 3,10 mètres de haut et 2,95 mètres de large à la base et 2,78 mètres à leur sommet, et 0,50 mètre d'épaisseur. L'ouverture était fermée par une porte à double battant de bois recouverte probablement de bronze, comme l'attestent les entailles creusées dans le seuil et le linteau.

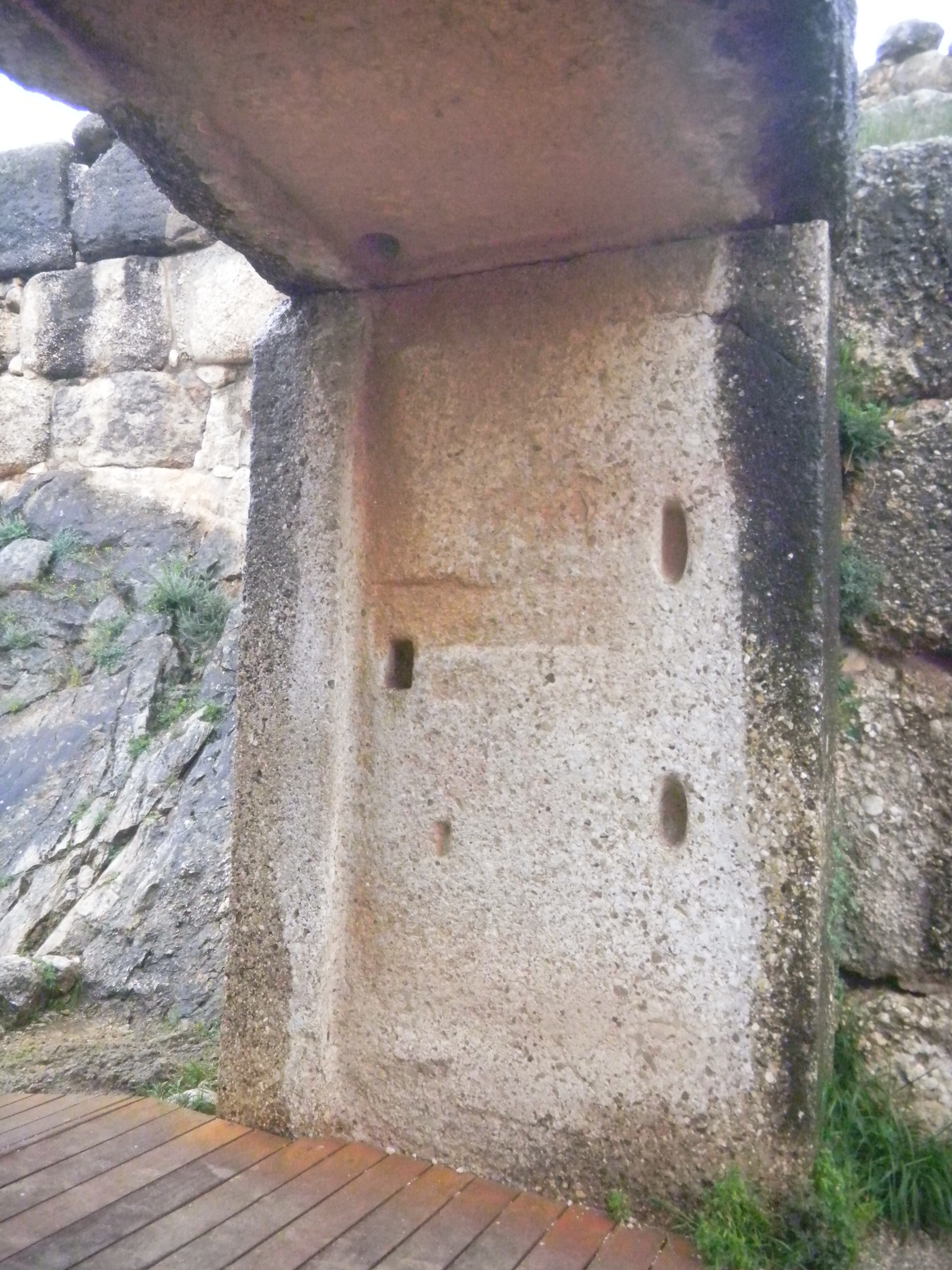
La pierre de jambage nord. Les orifices témoignent du fonctionnement de la porte : un double-battant s'ouvrant vers l'intérieur, au moyen de deux poignées verticales superposées, une barre rectangulaire horizontale assurant la bonne fermeture de la porte.

L'ouverture de la porte se faisait vers l'intérieur, les gonds étant protégés par un redent taillé dans les pierres de jambage. Deux entailles dans chacune de ces pierres permettent de recevoir les poignées lorsque les battants sont ouverts et une autre de chaque côté accueillait une barre horizontale assurant la fermeture de la porte. La largeur comprise entre ces dernières entailles et le redent permet d'évaluer l'épaisseur de la porte à 0,115 mètre. Le seuil montre des signes d'usure, qui pourraient avoir été causées par des roues de char selon Georges Mylonas. Pour Spyros Iakovidis, il s'agirait plutôt de rainures intentionnellement creusées à l'époque archaïque ou classique pour permettre l'évacuation des eaux.
L'aspect monumental et unique de la porte est assuré par une plaque de calcaire sculptée et placée dans le vide du triangle de décharge. Ce relief représente deux lions rampants se faisant face de part et d'autre d'une colonne, les pattes avant posées sur un deux autels biconcaves. Les têtes des félins ont été façonnées séparément et sont aujourd'hui perdues. Il a été supposé que ces têtes pouvaient avoir été faites de bronze mais, selon Molynas, les encoches taillées dans le calcaire pour les maintenir suggèrent qu'elles pourraient avoir été faites dans un matériau plus lourd, comme la stéatite.
La porte ouvre sur une cour d'environ 4 m2, à l'origine couverte. Dans un mur est se trouve une petite niche qui a pu accueillir un chien de garde, ou plus vraisemblablement une idole, comme l'a démontré Séraphin Charitonidis.

## Symbolique

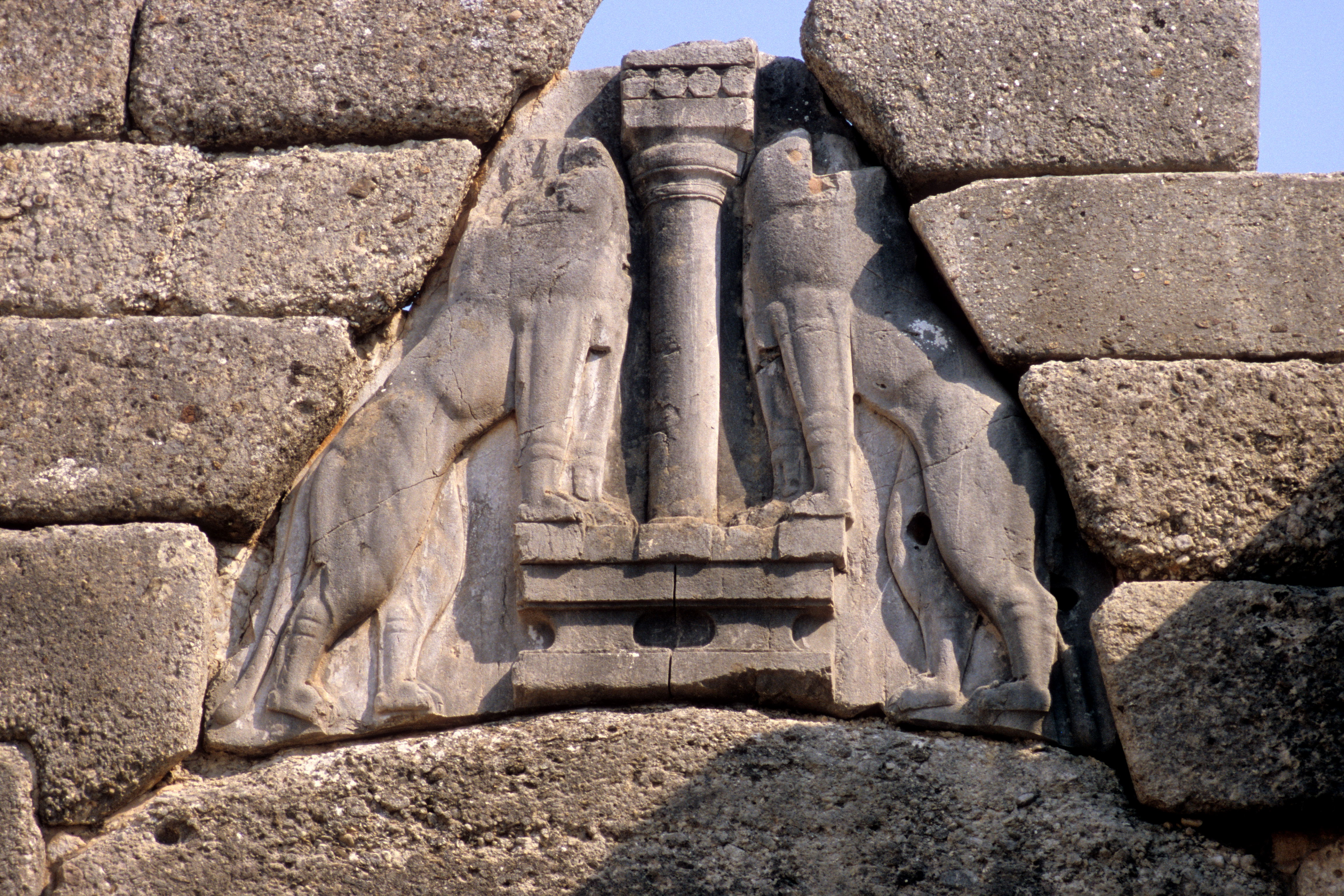
Le relief de la porte des Lionnes.

Parmi les diverses explications de la symbolique des lionnes, de la colonne et du double autel, ont été avancées une fonction purement décorative, religieuse — les lions protégeraient ainsi un sanctuaire ou la famille royale — ou bien héraldique – les lions représenteraient l'alliance de deux familles royales ou de deux royaumes. Cette représentation n'est pas unique ni la première du genre et on la retrouve gravée sur plusieurs bijoux et bagues minoens et mycéniens, ainsi que sur plusieurs fresques minoennes.
Pour Chrístos Tsoúntas, la fonction du bas-relief est purement décorative, après avoir longtemps penché en faveur d'un rôle symbolique.
Pour Arthur Evans, la colonne est la représentation aniconique d'une divinité, la Grande Déesse mère, idée rejetée par le philologue suédois Martin Persson Nilsson en 1927 qui défend la proposition que la colonne représente un sanctuaire, sanctuaire qui serait protégé par les lionnes,.
L'archéologue britannique Alan Wace appuie l'idée d'Evans de la colonne comme représentation divine, qu'il voit comme protectrice de la cité. À la différence de Nilsson, il n'écarte pas l'hypothèse d'une signification héraldique de la sculpture, voyant dans les lionnes un symbole de Mycènes. Ainsi, la porte des Lionnes aurait une symbolique héraldique aussi bien que religieuse.
Pour Maria C. Shaw, professeur émérite d'archéologie à l'université de Toronto et spécialiste de la civilisation minoenne, la représentation de l'autel concave est présente sur de nombreux objets retrouvés sur des sites minoens et mycéniens. Se basant sur les idées d'Evans et de Nilsson, elle exprime en 1986 l'hypothèse que l'autel concave symbolise l'entrée d'un sanctuaire. Dans le cas du relief mycénien, Shaw pense que le double autel, la colonne et les deux lionnes constitue une entité architectural complète sacrée, probablement le palais royal en lui-même.
Pour Georges Mylonas, il faut écarter la fonction purement religieuse, car, lorsqu'une divinité est représentée sous forme de colonne, elle est représentée seule, sans chapiteau. La colonne et son chapiteau surmonté d'un entablement représentés sur la porte pourraient donc davantage représenter un bâtiment majestueux, sans signification sacrée, selon toute vraisemblance le palais royal. Les lionnes sont les gardiennes du palais aussi bien que le symbole de Mycènes, conférant au relief une fonction héraldique. Spyros Iakovidis s'accorde avec Mylonas et propose que les deux lionnes auraient également une fonction apotropaïque, protégeant la famille royale du mauvais sort.

## Fouilles

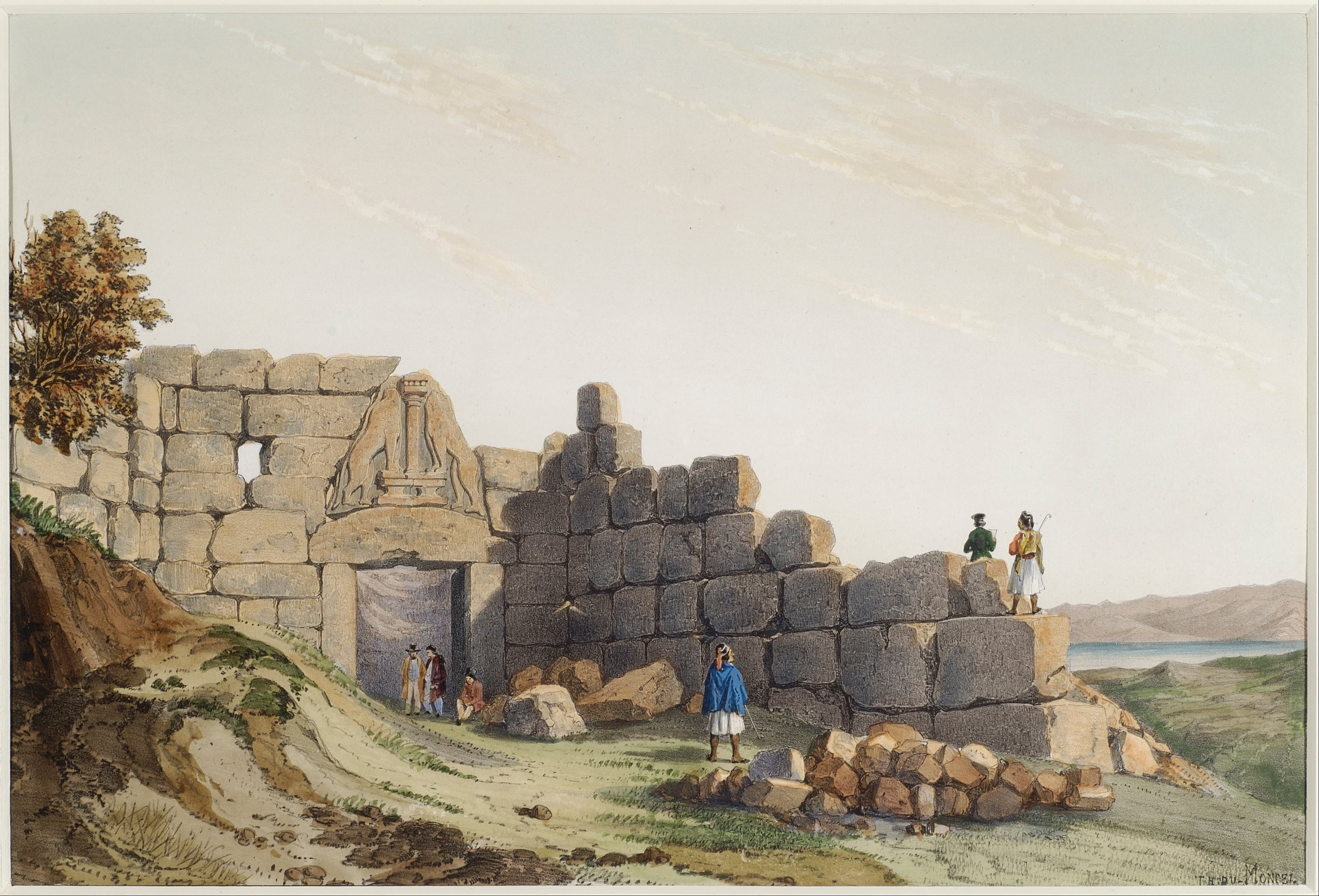
La porte des Lions à Mycènes, par Théodose du Moncel, 1845.

Après le déclin de la civilisation mycénienne dès le XIIe siècle avant notre ère, la cité de Mycènes devient un site mineur à l'époque classique, avant d'être détruite par Argos en 468. Six siècles plus tard, le géographe Pausanias se rend sur le site et décrit « quelques restes de son enceinte, et entre autres une porte sur laquelle il y a deux lions que l'on croit avoir été faits par les Cyclopes ».
En 1700, les vestiges de la porte sont décrits par un ingénieur italien Francesco Grimani au service du royaume de Morée, identifiant la porte et donc les ruines avec celles de Mycènes grâce à la description de Pausanias. À partir du XVIIIe siècle, les voyageurs deviennent nombreux à visiter le site et les premières « fouilles » commencent au début du XIXe siècle, notamment sous l'impulsion de Lord Elgin et Lord Sligo, qui pillent les ruines de plusieurs centaines d'objets.
Avec l'indépendance de la Grèce, le site est placé en 1837 sous la protection de la Société archéologique grecque. Elle envoie à Mycènes Kyriákos Pittákis qui dégage en 1840 la porte des Lionnes et la cour qui la précède,.
En 1874, l'archéologue allemand Heinrich Schliemann commence à fouiller le site, se concentrant sur les tombes à proximité de la porte des Lionnes. Chrístos Tsoúntas organise les premières fouilles systématiques du site, qu'il dirige de 1886 à 1902, ne négligeant pas la porte. Le chantier passe ensuite sous l'égide de l'École anglaise d'Athènes, auréolée de ses trouvailles en Crète, sous la direction d'Alan Wace de 1920 à 1923, puis en 1938, puis enfin de 1950 à 1955.
La Société archéologique grecque reprend ses propres fouilles en 1950, sous la direction de Ioannis Papadimitriou puis de Georges Mylonas, qui fouillent systématiquement la citadelle et la porte des Lionnes, permettant d'établir une datation précise et fiable des différentes phases d'occupation et d'extension. De 1985 à 2013, les fouilles sont dirigées par Spyros Iakovidis, dans la poursuite des travaux de Mylonas.